# 板门店事件
板门店事件（：／），又称板門店斧頭殺人事件（：／）、板門店斧頭暴行事件（韩语：／）、板门店美軍恐怖事件（朝鲜语：／）等，是指1976年8月18日，美军士兵在朝鲜半岛板门店附近的“共同警备区域”（JSA）裡砍伐杨树时，遭到朝鮮人民軍士兵的攻击，两名美军军官被斧头砍死的事件。事件发生后，朝鲜半岛局势紧张，駐韓美軍的戒備狀態一度提升至三級。

## 背景
作为联合国军主力，美军在“共同警备区域”西南角的第五观测站設有观察第三哨所（实际上为一个白色带顶棚的单人露天岗亭），西邻沙川江，是共同警备区与朝鲜控制区的分界线，此处有一座木制桥梁（被称之为“不归桥”），该岗亭在该桥的东南侧担负着监视朝鮮方面人员通过该桥进出共同警备区任务。该桥东北侧，也即第3哨所的路对面，有一棵杨树，那棵杨树是很久以前在“共同警备区域”生长的。这杨树的树枝高12米，阻碍了双方的視野。由於第三哨所被三个朝鲜哨所包围，美军决定砍掉这棵杨树。联合国军方面在1976年8月6日的停战委员会会议上向朝鲜方面通报了砍树之事。

## 经过

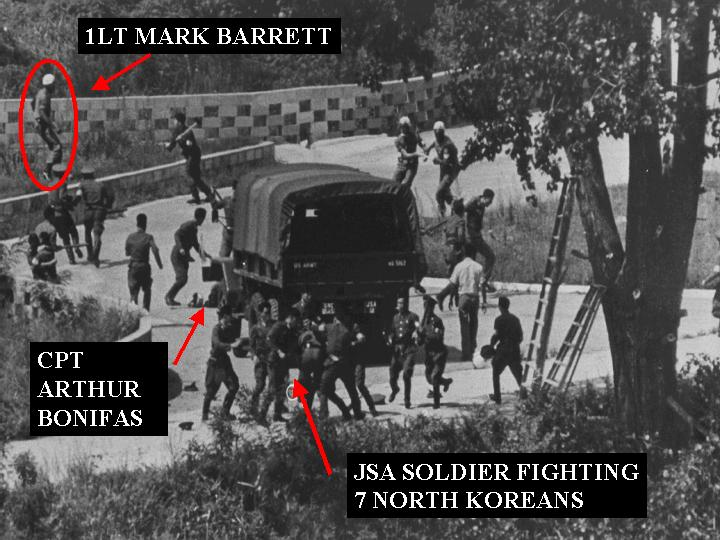
联合国军方面拍摄的事故发生现场

1976年8月18日上午10点，六名美軍士兵与五名大韓民國國軍士兵共11人到不归桥南边的第三哨所，来监督砍伐杨树的五名韩国工人。此時，17名朝鮮人民軍士兵出现，他们奉领导朴哲上校之命要求美军士兵停止砍伐（據說是因為此樹為金日成所栽），但美军的警备中队中队长阿瑟·伯尼法斯（Arthur Bonifas）上尉下令继续工作。朴哲上校对此十分不满，又调来数十名警备兵力，并再次要求美军士兵停止工作，但美军士兵仍无视他们的警告。
这时朴哲下令攻击，朝鮮人民軍士兵手拿木棍向美军扑去，集中攻击美军指挥官。該名美軍上尉沒有佩帶手槍，因為共同警備區的成員一次僅限於五名武裝軍官和30名武裝士兵。朝鮮人民軍士兵当场以斧頭砍死伯尼法斯上尉，重傷小队长马克·巴雷特（Mark Barrett）中尉（後傷重不治），并把八名美韩士兵打伤，三辆军车被破坏。
朝鲜方面則认为自己在当日所作的是正确的，他们认为美国在没有通报的情况下砍伐杨树，四名朝鮮人民軍士兵看到此行为并去阻止他们，但是一名美军军官把自己手里拿着的斧头朝他们扔擲；朝鲜人民军士兵抓住斧头并朝那个军官扔回，造成扔擲斧头的美军军官当场死亡，此后的搏斗中又有一位美军军官死亡，多人受伤。

## 后果

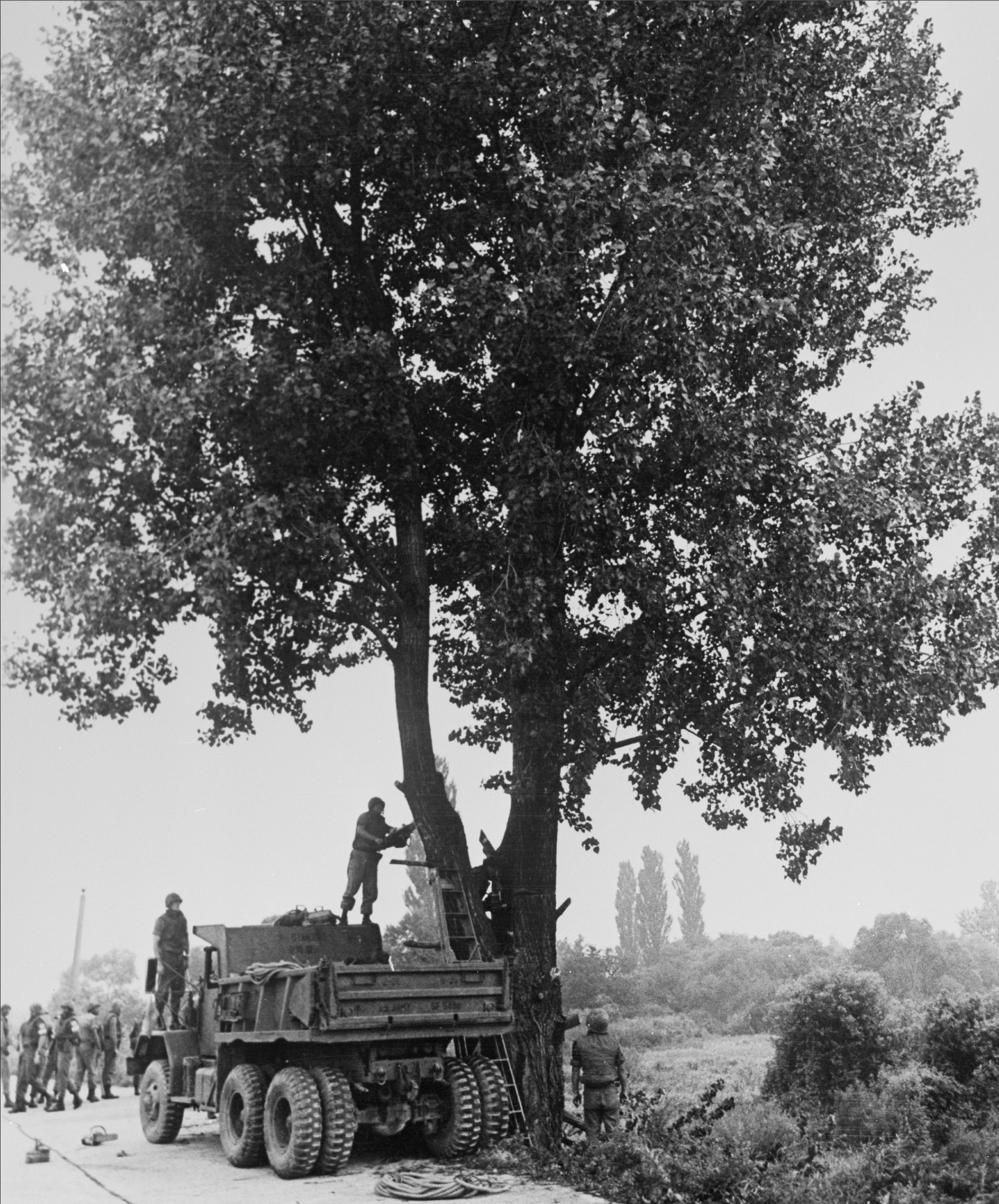
韓國軍人砍伐楊樹

事情发生后，驻韩美军司令理查德·斯蒂威尔下令进入3级戒备状态。驻韩美军司令理查德·斯蒂威尔上將、韩国联合参谋本部本部长柳炳贤中將等人於8月19日深夜召开联席会议，制定砍伐那棵杨树的“保罗·班扬”（Operation Paul Bunyan）作战计划。在整个计划作战期间，美军进入2级戒备状态。美军从美国本土调来可以搭载核武器的20架F-111戰鬥轟炸機、驻扎在关岛的三架B-52轟炸機和驻扎日本冲绳县嘉手纳空军基地的24架F-4幽靈II戰鬥機，任務期間在朝鲜半岛上空执行警戒任务。搭载65架舰载机的中途岛号航空母舰、一艘巡洋舰和四艘驱逐舰也相继驶入日本海。他們还准备了“突发计划”联合作战方案，核心内容是一旦在「保罗·班扬」计划中发生交战，韩国与美国的炮兵部隊便會炮击位于开城的朝鲜人民军基地和炮兵部队；若朝鮮人民軍还击，战争扩大，那么美軍第2步兵師、韓軍第三野戰軍会联合进攻并且攻下军事要塞开城；如果发现朝鲜人民军的坦克部队，則考虑使用战术核武器阻止他们的行动。美国总统福特並对斯蒂威尔传达指示，支持美韩部隊继续砍伐阻碍视线的白杨树，假如朝鮮人民軍士兵阻拦，美军就坚决进行武力还击，假如朝鮮人民軍士兵武力打击，那么美国对朝鲜开战时间是8月21日16时。
为应对美军军事行动，金日成立即发布“北风1号”战争动员令，陆海空三军进入战争状态。
韩国总统朴正熙亦对事件感到愤怒，韓國陸軍特戰司令部第1空降旅編成一支64人組成的特攻队，由金鍾憲（김종헌）少校擔任隊長，制定「诱导挑衅计划」，派遣特种部队预备在冲突升级的情况下与美军一起作战。特攻隊直接摧毁了四所共同警备区内位于军事分界线南边的朝鲜人民軍哨所，那些哨所皆是无人值守的木亭，但朝鮮人民軍并没有對此作出任何反击。
8月21日，駐韓美軍集结36架眼镜蛇武装直升机、休伊运输直升机，直升机上坐满美軍士兵，他们在美军第2师的光滩机场待命，5分钟就可以抵达板门店。凌晨，韩国陆军特种空降旅64名官兵分别乘坐3辆卡车进入不归桥附近，朴熙道并没有理会斯蒂威尔的命令，依旧给韩军士兵配发武器装配，韩國國军士兵穿了防弹衣，拿着冲锋枪和手榴弹。砍伐白杨树之前，美军中校维埃拉给朝鲜官方发去通知：“我方作业班将继续砍掉遮挡我方哨所视线的白杨树，作业班完成任务后就会撤出共同警备区，如果作业班不受任何挑衅，就不会发生任何问题”。上午6点，美军开始砍伐白杨树，3辆装载韩军的卡车则在不归桥旁边等待，一直到砍伐白杨树结束。
事后，朝鮮當局要求舉行緊急首席代表會議，並以朝鲜人民军最高司令金日成的名义向停战委员会发去声明，对8月18日的事件表示遗憾，强调己方绝不会率先挑衅，但如果遇到挑衅绝不会坐视。8月23日，美国认为朝鲜上述声明并不代表道歉所以拒绝接受，但是第二天改变态度接受此声明，之后美韩《突发计划》也停止执行。朝鮮方面則持續保持「准戰時狀態」，一年半後才解除。

## 影響

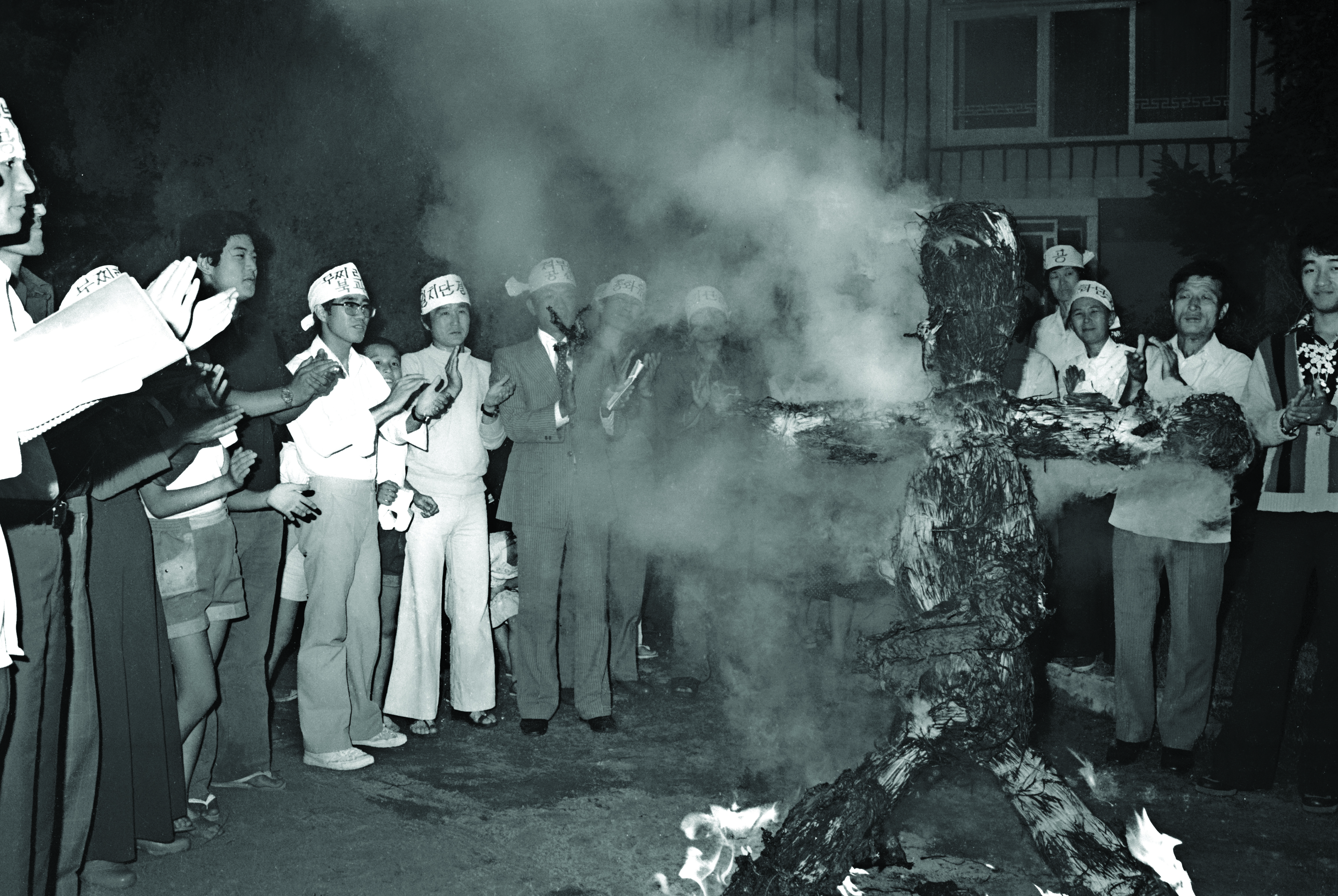
事發後，南韓民眾焚燒金日成形象稻草人

1986年8月18日，為了紀念板門店事件中殉職的柏尼法斯上尉，原本位於板門店的一座小鷹營（Camp Kitty Hawk）被改名為柏尼法斯營。
當年在大韓民國陸軍特戰司令部第1空降旅第3營服役並參與處理本次事件的文在寅兵長及後參政並成為國會議員；更在2017年大韓民國總統選舉中獲勝，接替於上屆選舉將他擊敗但因2016年崔順實干政醜聞遭彈劾下台的朴槿惠（朴正熙總統長女），成為第十九任大韓民國總統；文在寅借此经历作为反驳保守派对其親北態度的批評及指控。

## 圖集

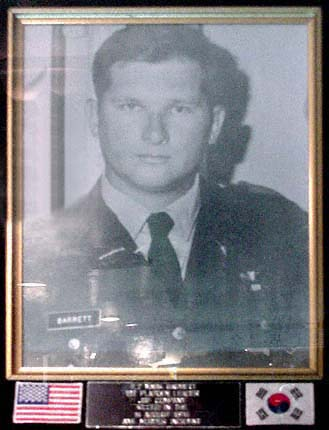
美軍馬克·巴雷特中尉的肖像照
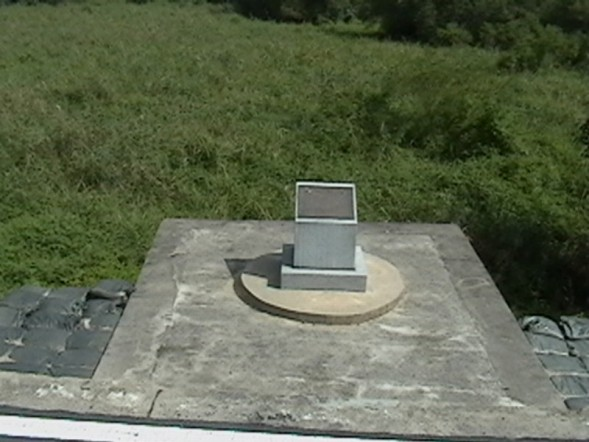
襲擊遇難者紀念碑
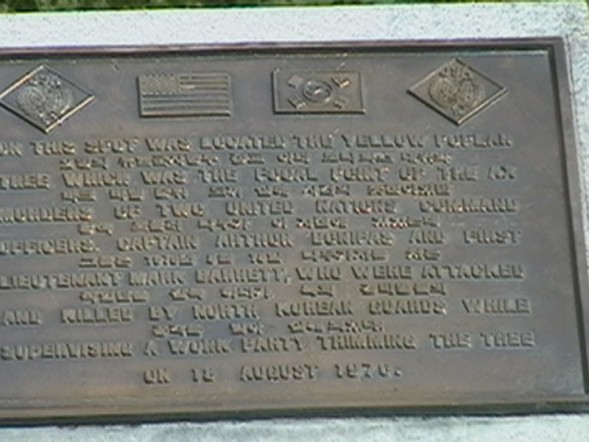
提詞
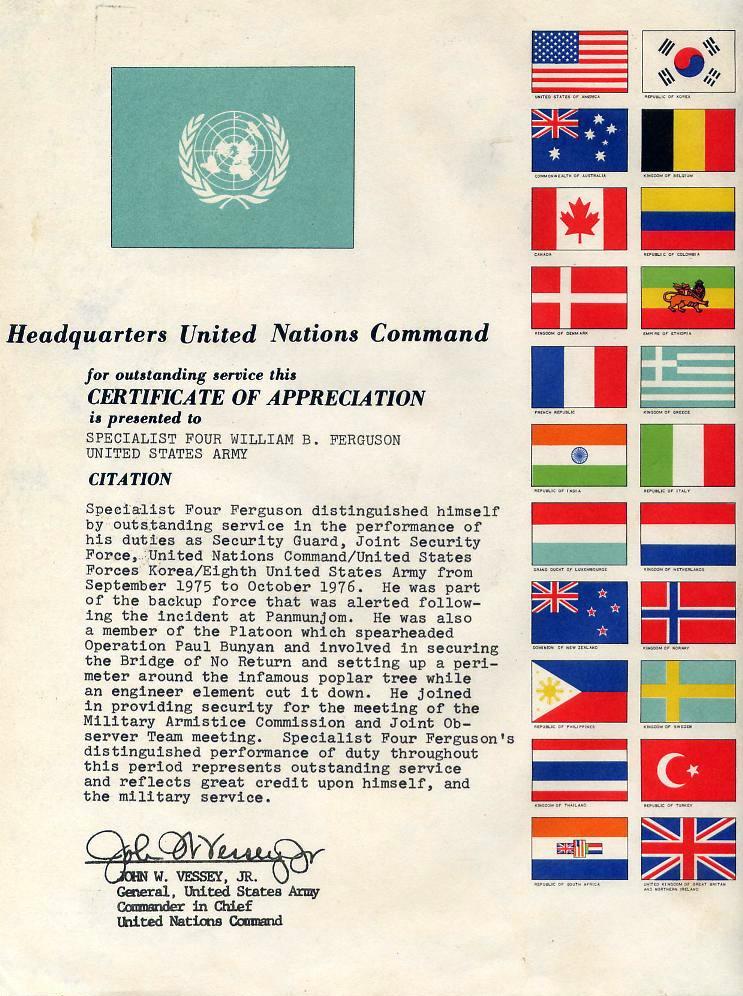
聯合國軍為「保羅班揚」行動頒發的感謝證書
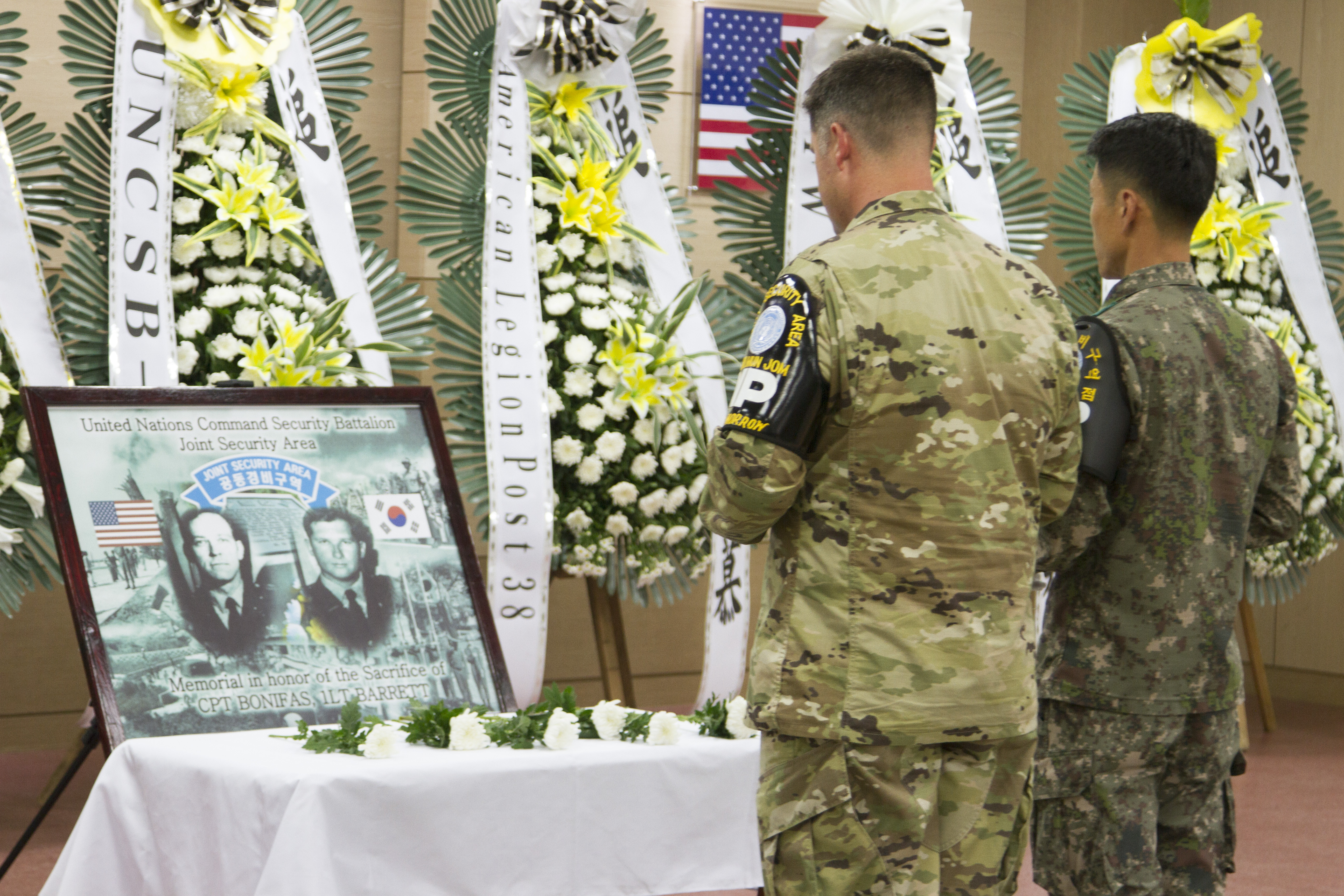
2019年，美軍和韓軍在紀念當時殉職的兩位美軍軍官